# The Escapists
The Escapists ist ein Videospiel, das von Mouldy Toof Studios und Team 17 Digital entwickelt wurde und in dem es darum geht, aus Gefängnissen auszubrechen. Der Nachfolger The Escapists 2, der von denselben Entwicklern stammt und am 22. August 2017 veröffentlicht wurde, erreichte die beliebtesten Spiele auf Steam 2017 und ein breites Käuferpublikum. Ein weiterer Teil der The-Escapists-Reihe ist The Escapists: The Walking Dead, welcher kein direkter Nachfolger ist und am 30. September 2015 veröffentlicht wurde.

## Handlung
Der Spieler steuert einen selbst zusammengestellten Spielcharakter, mit dem er in einem Luxusgefängnis startet und auszubrechen versucht. Nach jedem Ausbruch wird er in ein stärker gesichertes Gefängnis überführt und endet schließlich in einem Hochsicherheitsgefängnis.

## Spielprinzip
Das Spiel besteht aus verschiedenen Missionen, in denen es immer darum geht aus dem Gefängnis auszubrechen. Dieses Ziel kann auf unterschiedlichen Wegen erreicht werden. In jedem Gefängnis gibt es Routinen. Jeder Uhrzeit ist eine Routine zugeordnet, wie zum Beispiel Duschen. Zu jeder Routine gehört ein Ort, wie, in dem Fall, die Gemeinschaftsdusche. Außerdem geht es darum, ein gutes Verhältnis zu seinen Mitinsassen aufzubauen.
In dem Spiel gibt es Gegenstände (=Items), die für den Ausbruch genutzt werden können. Items kann man von Gefangenen kaufen, aus Zellen, von Gefangenen und Wärtern klauen oder mit Glück im eigenen Schreibtisch finden. Mit ihnen baut man sich dann Gegenstände, die einem zum Ausbruch verhelfen. Es gibt verschiedene Arten von Items, zum Beispiel Waffen, Verbrauchsgegenstände und Schlüssel, die sich zusätzlich in die Kategorien illegal und legal unterteilen. Die Mitführung von legalen Items ist erlaubt, während illegale Items von Scannern erkannt werden und bei Zelldurchsuchungen zu Einzelhaft führen. Man kann mit illegalen Items aus anderen Items herstellen (Crafting) und sie zur Bestechung anderer nutzen. Verbrauchsgegenstände wie zum Beispiel Schokolade kann man essen, um Ausdauer oder Energie zu erhalten.
Die anderen Insassen können sowohl Freund als auch Feind sein, je nach Verhältnis, das man zu ihnen besitzt. Es drückt sich in den drei Stufen gut, neutral und schlecht aus. Bei einem guten Verhältnis verkaufen manche Insassen Items, bei einem neutralen Verhältnis verkaufen sie nichts und verhalten sich neutral und bei einem schlechten Verhältnis beginnen sie zufallsbasiert Schlägereien mit einem selbst. Um das Verhältnis zu verbessern, kann man sie zum Beispiel mit Geld oder illegalen Items bestechen oder Gefallen tun. Manche Insassen bieten Gefallen an, welche, bei Erfüllung, Geld und ein besseres Verhältnis bringen.
Den Ausbruch zu verhindern ist Aufgabe der Gefängniswärter (= Officer). Sie sind gut bewaffnet und haben einen hohen Stärkewert, der von Gefängnis zu Gefängnis zunimmt. Sie sind außerdem die einzige Quelle für Schlüssel, die benötigt werden, um neue Bereiche im Gefängnis betreten zu können. Officer gehen bei Schlägereien dazwischen und lösen Alarm aus, wenn man sich in fremden Zellen aufhält. Sie tragen außerdem eine Wärteruniform, die zum Verkleiden verwendet werden kann. Sie tragen oft illegale Gegenstände mit sich, die sie den Insassen abgenommen haben.

### Gefängnisse
Es gibt zwei Kategorien für die Gefängnisse aus The Escapists, die Story- und die Extragefängnisse. Während die Story sechs Gefängnisse beinhaltet, die gleich bleiben, kommen bei den Extragefängnissen durch Updates weitere hinzu. In der Tabelle sieht man alle Story-Gefängnisse.
| Gefängnis                | Schwierigkeit |
| ------------------------ | ------------- |
| Center Perks             | Sehr leicht   |
| Stalag Flucht            | leicht        |
| Staatsgefängnis Shankton | mittel        |
| Dschungellager           | mittel        |
| San Pancho               | schwer        |
| JVA Eisentor             | sehr schwer   |

### Werte
Die vier wichtigsten Werte sind Energie, Ausdauer, Alarmierung und Geld. Die Energie wird benötigt, um anstrengende Tätigkeiten wie Graben oder Lesen durchzuführen. Die Ausdauer wird benötigt, um Angriffen standzuhalten. Sinkt sie auf Null, wacht man auf der Krankenstation wieder auf. Die Alarmierung steigt bei verdächtigen Tätigkeiten. Steigt sie auf 100, wird eine Ausgangssperre ausgelöst. Das Geld benötigt man, um beim Münztelefon Hinweise zu kaufen, oder um Items von Insassen zu erwerben. Es gibt auch erweiterte Werte wie Intelligenz, Stärke und Geschwindigkeit. Mit mehr Intelligenz kann man komplexere Items bauen und mehr Stärke erhöht die Obergrenze für die Ausdauer. Diese kann bis maximal 50 erhöht werden. Die Stärke sinkt aber kontinuierlich. Intelligenz kann durch das Lesen von Büchern gesteigert werden, während Stärke durch Training gesteigert wird. Die Geschwindigkeit senkt die Zeit, die man im Kampf für einen Angriff braucht.

### Routinen
- Nachtruhe: In dieser Zeit müssen sich alle Insassen in ihren Zellen aufhalten
- Appell: Alle Gefangenen müssen zum Appellplatz. Falls man nicht erscheint, wird die Ausgangssperre ausgelöst.
- Frühstück/Mittagessen/Abendessen: Man muss in die Cafeteria. Dort kann man essen, was die Energie erhöht.
- Arbeit: Im Gefängnis gibt es verschiedene Jobs, die man ausüben kann. Es gibt nicht genug Jobs für alle Gefangenen. Also kann man zum Beispiel einen Gefangenen daran hindern, seinen Job auszuüben. Dieser wird gefeuert und man kann nun den Job annehmen. Jeder Job bringt Geld, intellektuellere Jobs wie Bibliothekar bringen mehr Geld, man braucht aber genug Intelligenz. Hat man keinen Job, ist die Arbeit dasselbe wie die Freizeit.
- Freizeit: Es gibt keine Pflichten, die man erfüllen muss. Man kann machen, was man will.
- Hofgang: Während des Hofgangs kann man die Geräte im Fitness-Bereich nutzen, um seine Stärke oder Geschwindigkeit zu erhöhen.
- Ausgangssperre: Ist eigentlich keine Routine. Tritt nur bei Nichterscheinen beim Appell oder bei einem Alarmierungswert von 100 ein.
- Duschen: Beim Duschen muss man sich in der Gemeinschaftsdusche einfinden. Das Duschen erhöht die Energie.

## Rezeption
The Escapists wurde von der Kritik gut aufgenommen, bei Metacritic liegt die durchschnittliche Bewertung des Spiels bei 71/100 Punkten für die PC- und PS4-Fassungen sowie bei 74/100 Punkten für die Xbox-One-Version. Sven Wagener von Gameswelt lobte die liebevolle Grafik und Hintergrundmusik, betonte aber auch das hohe Frustpotential. Nils Krüger erwähnte die leicht auftretende Frustration in seinem Test für IGN ebenfalls, hob jedoch ebenfalls die hohe spielerische Freiheit und die daraus resultierende Motivation hervor.

## Nachfolger
Am 22. August 2017 erschien mit The Escapists 2 ein Nachfolger des Spiels.
Ein Spin-off im Walking-Dead-Universum namens The Escapists: The Walking Dead wurde im September 2015 veröffentlicht.